# Нордернај
Нордернај (њем. Norderney) град је у њемачкој савезној држави Доња Саксонија. Једно је од 24 општинска средишта округа Аурих. Према процјени из 2010. у граду је живјело 5.866 становника. Посједује регионалну шифру (AGS) 3452020, NUTS (DE947) и LOCODE (DE AUR) код.

## Географски и демографски подаци
Нордернај се налази у савезној држави Доња Саксонија у округу Аурих. Град се налази на надморској висини од 5 метара. Површина општине износи 26,3 km². У самом граду је, према процјени из 2010. године, живјело 5.866 становника. Просјечна густина становништва износи 223 становника/km².